# 修理する権利
修理する権利（しゅうりするけんり、英: Right to repair）とは、自動車、電子機器、農業機器などの製品を自由に修理したり、改造する所有者の法的権利である。修理する権利は、市民が修理する権利を保護する法律を制定するよう政府に圧力をかける社会運動を指すこともある。
修理の一般的な障壁には、製造元のメンテナンスサービスのみの使用要件、ツールや部品へのアクセス制限、ソフトウェアの障壁が含まれる。
この権利の提唱者は、手頃な価格、持続可能性、危機の際の重要な供給品の利用可能性における利点を指摘する。

## 影響
当初は主に自動車消費者保護機関および自動車アフターセールスサービス業界によって推進されていたが、スマートフォンやコンピュータなどの家電製品が普遍的に利用可能になり、壊れた使用済み電子機器が最も急速に成長する廃棄物の流れとなったため、自動車だけでなくあらゆる種類の電子製品の修理する権利を確立する議論が勢いを増した。今日では、西洋世界の人口の半分以上が、手頃な価格での修理がないために市場に再投入されていない1つ以上の使用済みまたは壊れた電子機器を自宅に持っていると推定されている。
消費財に加えて、医療機器の修理アクセスは、特に人工呼吸器などの需要の高い医療機器のメンテナンスで病院が問題を抱えていた2020年のCOVID-19パンデミックの開始時にニュースとなった。
また、多くの修理店が閉鎖されたため、パンデミックは修理する権利運動の成長を助けたとされている。『エコノミスト』誌はまた、製品の所有者が修理できるはずだという期待を、道徳的正義または財産権の意識として引用している。計画的陳腐化と闘っている人々は、製品を作成した企業が修理の独占を保持しているため、修理コストが交換コストを超える場合にも注目している。

## 定義
修理する権利とは、技術的、電子的、または自動車機器のエンドユーザーがこれらの製品を自由に修理することを許可されるべきという概念を指す。製品の注目すべき側面には以下が含まれる：
1. 機器は修理が簡単にできるような方法で構築および設計されるべきである；
2. エンドユーザーと独立した修理プロバイダーは、公正な市場条件で元のスペアパーツと必要なツール（ソフトウェアと物理的ツールの両方）にアクセスできるべきである；
3. 修理は設計上可能であり、ソフトウェアプログラミングによって妨げられるべきではない；そして
4. 機器の修理可能性（英語版）は製造元によって明確に伝えられるべきである。

修理する権利のいくつかの目標は、交換ではなく修理を優先し、より持続可能な経済と電子廃棄物の削減につながるような、より手頃な価格での修理を可能にすることである。

### 修理に優しい設計
接着剤や専用ねじの使用は、修理をより困難にする可能性がある。一般的に、専用部品やアクセサリーは製品の修理をより困難にする可能性があり、例えばアップルの「Lightning」充電ポートやアダプターは、修理に非標準プロセスを必要とするため、欧州連合は小型機器の充電ポートを標準化し、すべての機器にUSB-Cの使用を義務付けた。

### アクセス可能なスペアパーツとツール
修理に必要な部品とツールは、消費者を含むすべての人が利用できるべきである。

### ソフトウェア
部品のペアリングとは、企業が優先技術者に提供するパスワードなしで部品を交換することを許可しない場合である。部品のペアリング（機器のコンポーネントはシリアル化され、他のものと交換できない）などの機器をロックする新しい方法は、デジタル著作権管理を含め、製造業者の間でますます人気が高まっている。承認された部品を使用すると修理のコストが上昇し、多くの消費者が新しい機器へのアップグレードサイクルを加速させることになる。
ソフトウェアアップデートへのアクセスに加えて、サードパーティソフトウェアをインストールする能力も主要な目標として言及されており、これによって一部の機器が時間とともに適応できるようになる。

### 透明性
マニュアルと設計図は自由に入手でき、消費者が機器を修理する方法を知るのに役立つべきである。
| 修理可能性の側面                   | 範囲  | 管轄区域 |
| ---------------------------------- | ----- | -------- |
| 修理可能性スコアカード             |       | フランス |
| 標準化された部品                   | USB-C | 欧州連合 |
| 部品のペアリング                   |       | オレゴン |
| サードパーティソフトウェアの許可   |       |          |
| ソフトウェアアップデートのサポート |       |          |
| スペアパーツの販売                 |       |          |
| 修理に必要なツールが簡単に見つかる |       |          |
| マニュアルと設計図が自由に入手可能 |       |          |

## 歴史

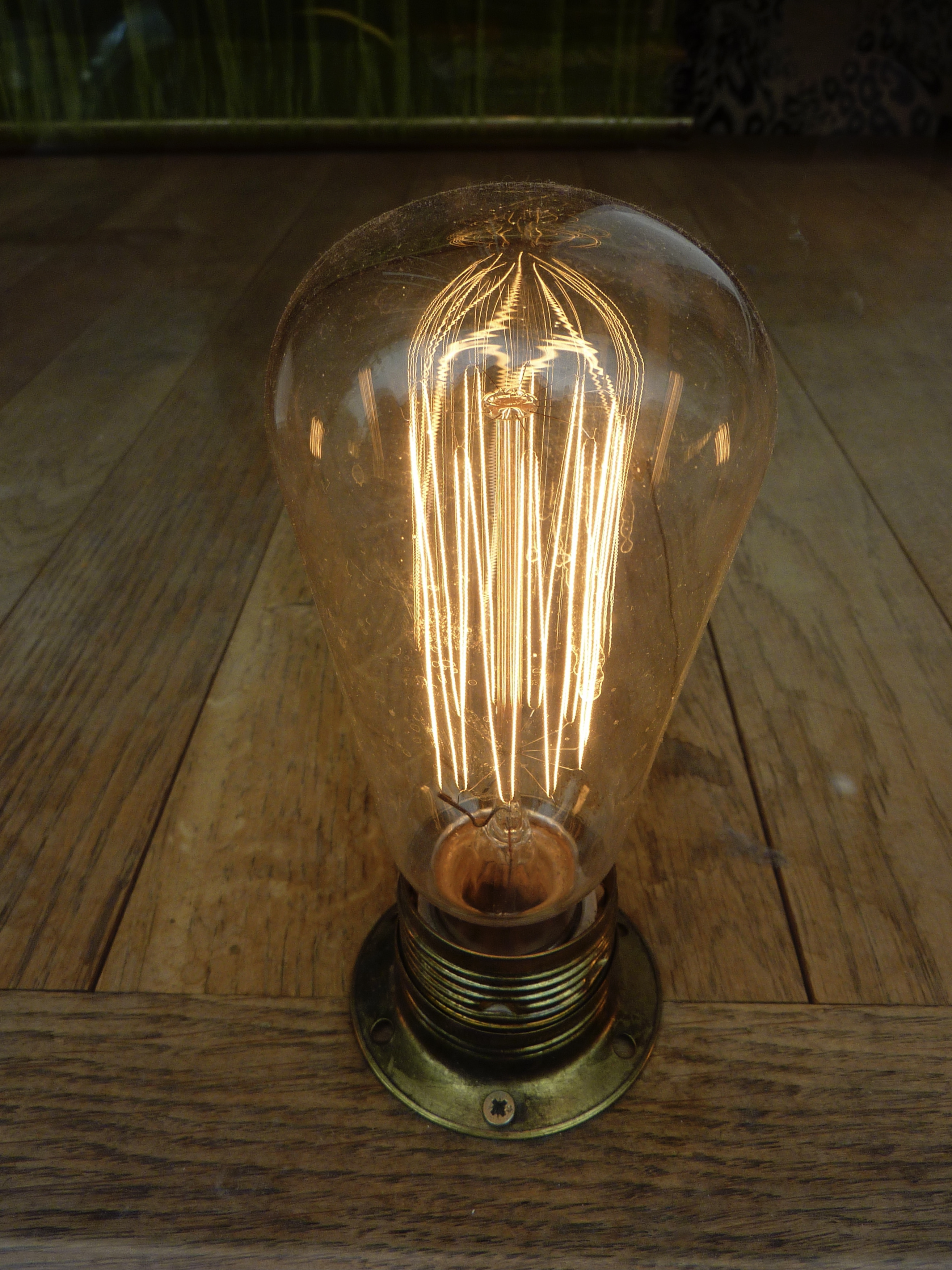
フィーバス・カルテルは計画的陳腐化の例としてしばしば挙げられる。

最新世代への継続的な需要を生み出すために製品を継続的に変更する戦略は、ゼネラルモーターズの重役アルフレッド・P・スローンによって大規模に追求された。GMは最大のアメリカの自動車メーカーとしてフォードを追い抜き、年間バリエーションのある製品による計画的陳腐化はアメリカ経済のさまざまな産業で広く採用され、最終的に1933年までにフォードによっても採用された。
自動車業界は認定修理の概念を確立する最前線にあった。1910年代から、フォードは認定ディーラーシップとサービスネットワークを確立し、独立した修理工場やアフターセールス部品ではなく、フォード製の部品を促進した。フォードはまた、認定修理工場間で標準化された価格設定を推進し、異なる修理に対しても定額料金を義務付けた。自動車やコンポーネントの年次更新の組み合わせにより、独立した修理工場が部品の在庫を維持することがより困難になった。
いくつかの裁判例では、修理または再生されたコンポーネントを含む製品を「中古」としてラベル付けする必要があるとされている。
1947年、ある企業経営者が古いスパークプラグを再生して再販売していた。しかし、彼は商標登録された名前の下でそれらを再販売していた。これは商標権侵害訴訟につながり、正しくラベル付けされている限り、修理または再生された品目を再販売する権利を提供する法律の枠組みを提供した。
「チャンピオン・スパーク・プラグ・カンパニー対サンダース」は、中古品として適切にラベル付けされている限り、修理または再生された品目を再販売する侵害不可能な権利を提供するFTCガイドラインの基礎を提供した。この決定はまた、商標登録された名前の下で中古品を再販売する際の商標ガイドラインの枠組みも提供した。
FTCガイドラインタイトル16、第I章、サブチャプターB、パート20は、自動車産業の部品販売において不公正な競争上の優位性を防止するために、「再構築」、「再生」、または「再製造」された品目のラベル付けに関する指針と規制を提供する。このガイドラインは、したがって、後で再販売するための品目を修理する能力をビジネスに与えた。
一部の製造業者はより修理可能な設計に移行した。急速に最大のコンピュータメーカーの一つになったアップルは、回路基板の説明、簡単に交換可能なコンポーネント、明確な修理指示書を備えた最初のコンピュータを販売した。
コンピュータソフトウェアのソースコードに関する著作権も、修理可能性の制限の前線となった。米国では、1998年のデジタルミレニアム著作権法は例外が認められない限り修理を禁止しており、ソフトウェアがさまざまな機器や家電製品でより一般的になるにつれて修理を阻止するために使用されてきた。

空のインクカートリッジの詰め替えを防止するために、製造業者は充填レベルと使用量をカウントするマイクロチップを設置し始め、詰め替えを困難または不可能にした。製品の再販売と再生は2017年の「インプレッション・プロダクツ社対レックスマーク・インターナショナル社」で最高裁判所によって合法であることが確認された。2022年現在、プリンターの寿命と修理可能性に関する苦情はまだ存在する。

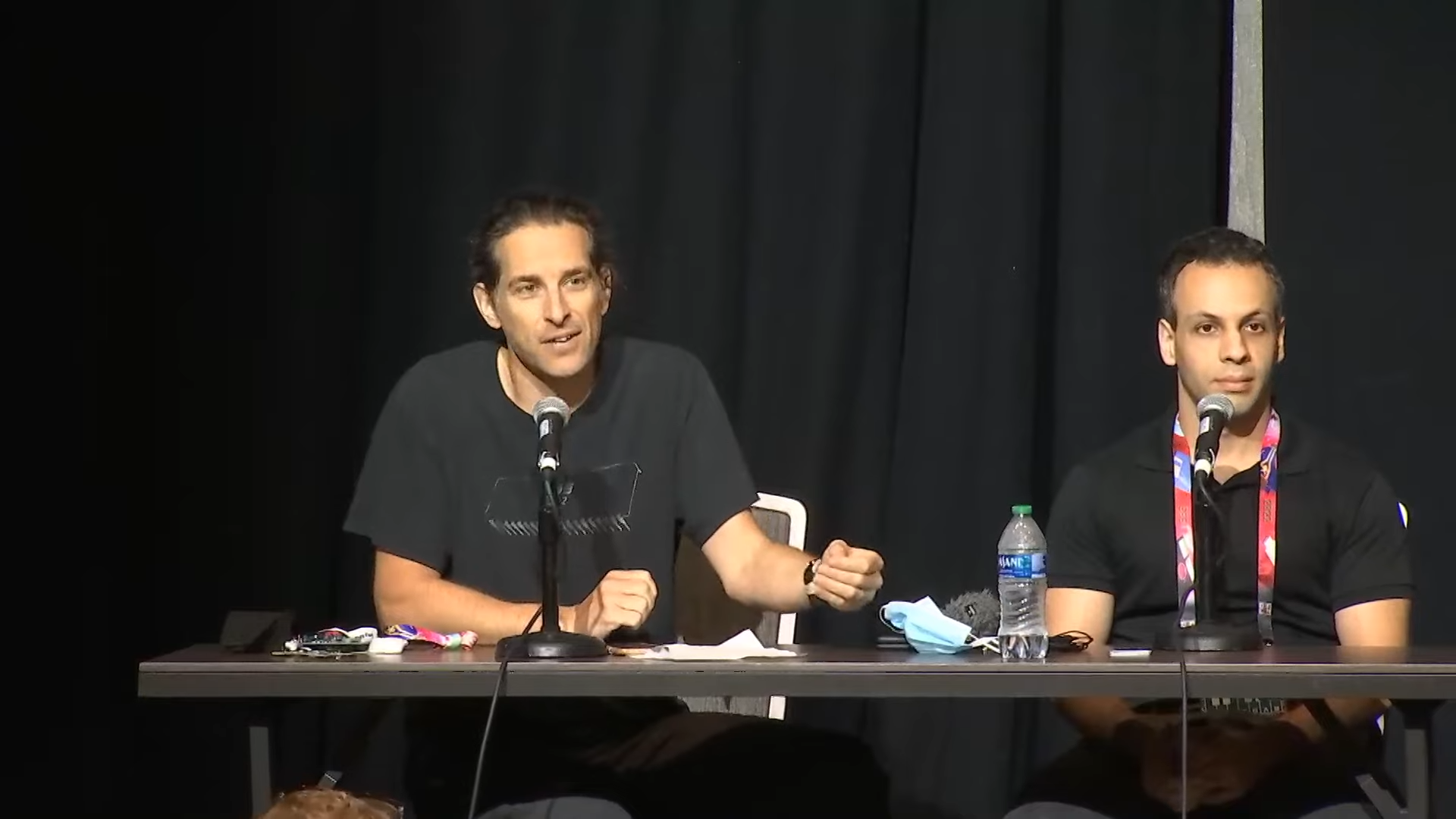
会議で話す修理する権利の活動家

2000年代初頭、自動車業界は自動車セクターのための修理する権利法案の最初の提案を打ち負かした。全米自動車サービスタスクフォース（NASTF）は、自動車業界によってサポートされている組織で、2001年に製造業者情報とツールにアクセスするためのオンラインディレクトリを確立したが、テランス・グループが実施した調査によると、独立した修理サービスの約59％が製造業者から診断ツールと部品へのアクセスを得るのに苦労し続けていることがわかった。自動車の総材料コストに占める電子部品の割合も、1970年代の5％から2000年には22％以上に上昇した。自動車のハイブリッド化の増加は、製造業者が認定修理サービスとのみ共有する特殊なツールの必要性をもたらした。
自動車およびその他の産業における修理する権利への傾向は、より多くの法案と裁判所の決定とともに勢いを得た。当初は自動車消費者保護機関と自動車アフターセールスサービス業界によって推進されていたが、消費者向け電子機器（スマートフォンやコンピュータなど）が広く使用され、農業機器の高度なコンピュータ化とともに、工業的に生産されたあらゆる種類の機器に修理する権利を確立する議論が勢いを増した。この運動は、電子廃棄物を減らすことを目的とする気候変動活動家によっても支持された。
| 年   | イベント                                                     | 説明 | 注記 |
| ---- | ------------------------------------------------------------ | --- | --- |
| 2012 | 自動車向け修理する権利がマサチューセッツで可決               | 製造業者が車両所有者と独立した修理店に、ディーラーや認定修理店と同じ診断・修理情報へのアクセスを提供することを要求する。                                                     | 米国初の自動車向け修理する権利法 |
| 2014 | 米国で電話のロック解除を許可する法案が可決                   | 消費者が自分のニーズに最も合った通信事業者に持っていくために携帯電話のロックを解除できるようにする。                                                                         | 携帯電話事業者に携帯電話のロック解除を強制 |
| 2015 | 議会図書館がDMCAにおける修理関連の免除を支持                 | 機能するために著作権で保護されたソフトウェアに依存する消費者機器のための広範な保護。                                                                                         | 修理のためのDMCA法コピー保護回避の免除 |
| 2021 | フランスが修理可能性指標を作成                               | 機器の修理可能性について1-10の評価を提供する値。 | iFixitのスコアカードをモデルにした初の政府 |
| 2021 | 英国の修理する権利法が施行（2021年英国法定機器 No. 745）     | 製造業者が特定の新しい白物家電とテレビのために最大10年間修理情報と交換部品を利用可能にすることを要求する。                                                                   | 電子機器メーカーは「シンプルで安全な」修理のために消費者にスペアパーツを提供し、複雑な部品を修理店に提供できるようにする必要がある                             |
| 2022 | ニューヨークがデジタル公正修理法を制定                       | オリジナル機器メーカーがデジタル電子部品および機器の診断・修理情報を独立した修理業者や消費者に提供することを要求する。                                                       | 消費者向け電子機器をカバーする修理する権利法を制定した米国初の州                                                                                               |
| 2023 | コロラドが消費者の農業機器修理権法を制定                     | 農業機器メーカーが所有者または独立した修理業者に機器を修理するためのリソースと情報を提供することを要求する。                                                                 | 農業機器をカバーする修理する権利法を制定した米国初の州 |
| 2023 | ミネソタ法が可決                                             | 製造業者が特定の電子製品の診断、メンテナンス、または修理のための文書、部品、およびツールを独立した修理業者や消費者に提供することを要求する。                                 | それは家庭用電化製品に対応する最初の修理する権利法である；ザ・ヴァージはそれを「画期的」と呼んだ                                                               |
| 2023 | カリフォルニアが修理する権利法を制定                         | 電子機器および／または家電製品の製造業者が診断および修理のための文書、部品、およびツールを所有者、サービスおよび修理施設、およびサービスディーラーに提供することを要求する。 | 『エンガジェット』はこの法案が将来の連邦法の模範になると考えている。                                                                                           |
| 2024 | 欧州連合が一連の修理する権利規則を採択                       | 消費者が商品を修理することをより簡単かつコスト効果的にすることを目的とする。                                                                                                 | 規則はまだ加盟国によって採択され、評議会によって承認される必要があるため、最終決定ではない。これらは消費者機器の交換ではなく修理を奨励することを目指している。 |
| 2024 | オレゴンが2025年から部品のペアリングを禁止                   | 消費者が特定の部品をインストールするのをブロックするために使用できる「部品のペアリング」として知られる慣行を禁止する。                                                       | WIREDによれば、これは最初の法律である |
| 2024 | コロラドがデジタル電子機器に対する消費者の修理する権利を可決 | 2021年7月1日以降にコロラド州で初めて製造および販売または使用されたデジタル電子機器を含めるように修理する権利法の範囲を拡大する。                                             | "...国内をリードする最も包括的な修理する権利法" |

修理する権利の最初の成功した実施は、マサチューセッツ州が2012年に自動車セクターのための米国初の修理する権利法を可決した時であり、これは自動車メーカーが同じサービス資料と診断を消費者または独立した整備士に対してディーラーシップに提供していたものと同様に直接販売することを要求した。その結果、主要な自動車業界団体は2014年1月に覚書に署名し、マサチューセッツ法を2018年の自動車年から50州すべてでの合意の基礎として使用した。
アップル、ジョン・ディア、AT&Tなどの企業は修理する権利法案に対してロビー活動を行い、『タイム』誌によれば、ハイテクと農業セクターの両方から「奇妙な仲間」を作り出した。テック業界はTechNetのようなグループを通じて反対のロビー活動を行った、エンターテインメントソフトウェアアライアンス（"ESA"）。機器製造業者協会（"AEM"）とそのディーラーシップの対応物である機器ディーラー協会の2018年の原則声明は、2021年1月に約束された完全な修理手段が目に見えて利用できなかった時、メディアの反発の対象となった。
2017年後半、古いアイフォーンモデルのユーザーは、電話のオペレーティングシステムであるiOSへの最近のアップデートが電話のパフォーマンスを抑制しているという証拠を発見した。これは、アップルが顧客により頻繁に新しいモデルを購入させるために古いiPhoneのパフォーマンスを妨害したという非難につながった。アップルはこの意図された目的に異議を唱え、ソフトウェアの目的は、時間とともに劣化した古いリチウムイオンバッテリーに過負荷をかけるのを防ぎ、電話の予期せぬシャットダウンを避けることだったと述べた。さらに、アップルはiOSアップデートで機能を無効にすることをユーザーに許可したが、それに対しては助言しなかった。さらに、アップルは影響を受けたiPhoneのユーザーが通常のサービス料金（US$79と比較してUS$29）で電話のバッテリー交換サービスを受けることを許可した。しかし、「修理する権利」運動は、最良の結果はアップルが消費者にサードパーティのバッテリーを購入し、より低コストでそれを交換する方法の説明を持つことを許可することだと主張した。
2018年4月、連邦取引委員会は6つの自動車、消費者電子機器、およびビデオゲームコンソールメーカーに通知を送った。情報自由法の要請によってその後明らかになったが、これらはヒュンダイ、エイスース、HTC、マイクロソフト、ソニー、および任天堂であり、彼らの保証慣行がマグナソン・モス保証法に違反する可能性があると述べた。FTCは特に、ユニットのパッケージに保証ステッカーやシールを破る、サードパーティの交換部品を使用する、またはサードパーティの修理サービスを使用すると保証が無効になると消費者に通知することは、製造業者が無料の保証サービスまたは交換部品を提供する場合にのみ有効なこれらの条件であるため、欺瞞的な慣行であると特定した。ソニーと任天堂の両方がこの通知に続いて更新された保証声明をリリースした。
2018年4月、米国公共利益研究グループは、コンピュータの寿命を延ばすための「復元ディスク」を作成したことで判決を受けたエリック・ルンドグレンを擁護する声明を発表した。
2018年、「土地ベースの自動車」にソフトウェア変更を加える免除は、機器所有者が変更を行う際にサードパーティのサービスを利用できるように拡大された。これらの変更はアメリカン・ファーム・ビューロー連合によって承認された。2021年の勧告で、議会図書館はさらに免除を拡大し、自動車、ボート、農業車両、および医療機器に対する修理する権利の考慮事項に好意的であり、また他の消費財に関連する以前の規則を修正した。
上院議員エリザベス・ウォーレンは、大統領選挙キャンペーンの一環として、2019年3月に農業に関連する法律の計画を示し、農業機器を修理する権利を確認する法律を導入する意向を述べ、潜在的にこれを他の電子機器にも拡大する可能性があるとした。
2019年8月、アップルは独立した修理店がアップル製品の公式交換部品を購入できるプログラムを発表した。数社が彼らの「IRP」プログラムの下で認定されたが、法的に厄介な負担のため、多くの小規模な修理業者はそのオプションを避けた。
2010年代に、機器を自分で修理する傾向は東からヨーロッパ西部に広がった。2017年7月、欧州議会は加盟国が電子機器を自由に修理する権利を消費者に与える法律を可決するよう勧告を承認した。これは2009年の以前の欧州エコデザイン指令の大規模な更新の一部であり、製造業者により省エネでよりクリーンな消費者機器を製造するよう呼びかけていた。機器を修理する能力は、これらの勧告によって環境への廃棄物を減らす手段として見られている。これらの勧告により、EUが勧告を支持する法的指令を確立する作業が始まり、それに基づいて加盟国が指令を満たす法律を可決することになった。最初の焦点の一つは冷蔵庫や洗濯機などの消費者向け家電だった。一部は機械的な留め具の代わりに接着剤を使用して組み立てられており、消費者や修理技術者が非破壊的な修理を行うことが不可能だった。家電の修理する権利の側面は、ヨーロッパの消費者団体と家電メーカーの間の論争とロビー活動の点だった。最終的に、EUは2019年10月に法律を可決し、家電メーカーが製造から10年間プロの修理業者に交換部品を供給できるようにすることを要求した。この法律は修理する権利に関連する他の側面に対処せず、活動家はこれがまだ消費者が自分で修理する能力を制限していると指摘した。スウェーデンは自分の商品を修理する人々に税額控除も提供している。
EUはまた、リサイクルや他のプログラムを通じて温室効果ガスの排出や過剰な廃棄物を削減することを目的とした循環型経済に向けた指令も持っている。2020年の「循環型経済アクションプラン」草案には、EUの市民が機器全体を交換するのではなく故障した部品のみを交換できるようにする電子機器の修理する権利が含まれており、電子廃棄物を削減するものだった。アクションプランには、モバイル機器の共通電源ポートなど、修理する権利に役立つ追加の標準化も含まれていた。
COVID-19パンデミックの最中、医療機器が多くの病院にとって重要になった時、iFixitとボランティアチームは医療機器のマニュアルとサービスガイドの知られている最大のコレクションを公開しアクセス可能にするために働いた。これは病院、医療機関、フランクス・ホスピタル・ワークショップのようなサイトからクラウドソースされた情報を使用していた。iFixitは消費者向け電子機器と同様に、より高価な医療機器の中には非定型のサービスをエンドユーザーが行うのを難しくし、認定された修理プロセスを必要とする手段を使用しているものがあることを発見した。
2020年マサチューセッツ質問1は、自動車修理に関する以前の措置を電子車両データを含めるように更新するために可決された。施行される前の2023年6月、連邦国家道路交通安全局は、テレマティクスを他の組織に開放すると車がコンピュータハッカーにより脆弱になる可能性があるため、連邦法によって先取りされるとして、2020年のマサチューセッツ法を無視するよう製造業者に指示した（どちらの主張もマサチューセッツは訴訟で争っている）。
2021年5月、連邦取引委員会（FTC）は「Nixing the Fix」と題したレポートを議会に発行した。これは、消費財の修理を制限する企業のポリシーが取引法違反と見なされる問題について概説し、より良い執行のために行うことができるステップを概説した。これには、関係する業界による自主規制、マグナソン・モス保証法などの既存の法律の拡大、またはFTCに過度に熱心な修理制限から消費者を保護するためのより良い執行力を与える新しい法律が含まれていた。
2021年7月、バイデン政権はFTCと農務省に対して、消費者と農家の両方のために修理へのアクセスを広く改善するよう行政命令を発した。FTCへの行政命令には、製造業者が所有者または独立した修理店によって行われる修理を妨げることを防ぐためにルールを作成するための指示が含まれていた。約2週間後、FTCは修理する権利をポリシーとして執行し、独立した修理店で行うことができる修理の種類を制限する企業に対して行動を起こすことを全会一致で投票した。
アップルは2021年11月、消費者が部品を注文してアップル製品を修理できるようにすることを発表した。初めはiPhone 12と13機器で開始し、最終的にはMacコンピュータも含める計画だった。このプログラムに対する反応は複雑で、修理する権利の提唱者ルイ・ロスマンはこのプログラムを正しい方向への一歩と見ていたが、特定の部品の省略と部品を注文する前にシリアル番号を入力する必要性を批判した。
2021年、フランスはiFixitのスコアカードからインスピレーションを得た修理可能性スコアリングシステムを作成した。フランスはこれを、アイテムがどのくらい持続すると予想されるかも考慮した「耐久性指標」に統合する意向を表明した。
2022年、アップルは顧客がバッテリーと画面を修理できるようにし始めた。さらに、アップルは企業の許可なしに製品を修理したり再生したりすることを企業に禁止してきた。これらの行動は、アップルが修理する権利に反対していると信じる消費者を苛立たせた。
2022年、フレームワークコンピュータ、アダフルーツ、ラズベリーパイなどの他のコンピュータシステムが、交換部品のための3Dプリント可能なモデルの共有を開始した。
2022年12月28日、ニューヨーク州知事キャシー・ホウクルはデジタル公正修理法に署名し、それが州上院を通過してから約7か月後に成立させた。この法律は、消費者と独立した修理業者が製造業者からマニュアル、図表、およびオリジナルの部品を入手する権利を確立したが、『ザ・ヴァージ』、『エンガジェット』、および『アーステクニカ』は、オリジナル機器メーカーに例外を提供する最後の瞬間の変更によって法案の活力が低下したと指摘した。これは2023年に州で販売される電子機器に適用される。
ジョン・ディアは2023年1月、アメリカン・ファーム・ビューロー連合と了解覚書に署名し、アメリカの農家が自分の機器を修理する権利、またはそれを独立した修理店で整備してもらう権利を持つことに同意した。消費者と独立した修理センターは特定の企業秘密を開示しないことに縛られ、また排出量制御設定を改ざんまたは上書きすることはできないが、それ以外は自分が適切と考える方法で修理する自由がある。
2023年、3人のビジネス教授が、修理する権利法そのものが、より安価で修理しにくい、または耐久性の低い製品を作るよう企業にインセンティブを与えたり、アイテムの初期販売価格を上げたりするなど、意図しない結果をもたらす可能性があると警告した。
米国著作権局は、デジタルミレニアム著作権法の免除の3年ごとの見直しの一環として、修理とメンテナンスの目的で小売レベルの商業的食品調理機器の技術的制御をバイパスするための免除を承認した。悪名高いことに、サードパーティによる修理の不可能性は、製造元であるテイラーカンパニーが自社だけに修理を許可していたため、多くのマクドナルドのアイスクリームマシンがサービス停止の原因となっていた。

## 制定された法律
この一覧は未完成です。加筆、訂正して下さる協力者を求めています。

### 米国
| 州                 | 法律                         | 法案                        | 発効日       |
| ------------------ | ---------------------------- | --------------------------- | ------------ |
| カリフォルニア州   | PRC § 42488–42488.3          | 2023–24 SB 244              | 2024年7月1日 |
| コロラド州         | C.R.S. § 6-1-1501 – 6-1-1505 | HB23-1011                   | 2024年1月1日 |
| コロラド州         | C.R.S. § 6-1-1501 – 6-1-1505 | HB24-1121                   | 2026年1月1日 |
| マサチューセッツ州 |                              | 自動車修理する権利          |              |
| マサチューセッツ州 |                              | 2020年マサチューセッツ質問1 | 未定         |
| ミネソタ州         | MN Stat. § 325E.72           | 2023 SF 2744                | 2024年7月1日 |
| ニューヨーク州     |                              | デジタル公正修理法          | 2023年7月1日 |
| オレゴン州         | 未定                         | 2024 SB1596                 | 2027年7月1日 |

### 欧州連合
2024年5月30日に採択された欧州連合の修理する権利指令（R2RD）は、製造業者が効率的かつ手頃な価格の修理サービスを提供し、消費者が修理の権利を認識していることを確実にすることを要求する。以前は、EUにおける修理する権利は物品販売指令およびエコデザイン指令の下で提供される様々な製品固有の委員会規則によって規制されていた。